# 1226年
| 千纪： | 2千纪 |
| 世纪： | 12世纪 \| 13世纪 \| 14世纪 |
| 年代： | 1190年代 \| 1200年代 \| 1210年代 \| 1220年代 \| 1230年代 \| 1240年代 \| 1250年代                                                               |
| 年份： | 1221年 \| 1222年 \| 1223年 \| 1224年 \| 1225年 \| 1226年 \| 1227年 \| 1228年 \| 1229年 \| 1230年 \| 1231年                                     |
| 纪年： | 丙戌年（狗年）；西夏乾定四年，寶義元年；大理天辅元年；蒙古太祖二十一年；金正大三年；南宋宝庆二年；蒲鲜万奴大同三年；越南建中元年；日本嘉祿二年 |

## 大事记
- 中國
  - 七月，西夏南平王李睍即位，改年號寶義。
  - 成吉思汗以西夏違反和約為由再度發兵攻擊，翌年蒙古滅夏。
  - 蒙古帝國大舉進攻青州，紅襖軍首領李全兵敗投降。
- 日本
  - 藤原賴經就任鎌倉幕府第四代征夷大將軍，即「攝家將軍」。
- 越南
  - 陳守度慫恿從姪陳煚（即陳太宗）與李昭皇結婚，並強迫李昭皇讓位給陳煚，李朝至此滅亡，陳朝成立。
- 中亞
  - 扎蘭丁佔領並破壞格魯吉亞首都第比利斯，向西進攻由魯姆蘇丹國控制的亞美尼亞地區；格魯吉亞與魯姆蘇丹國結盟。

## 逝世
- 五月，西夏太上皇夏神宗李遵頊
- 七月，西夏獻宗李德旺
- 10月3日：亞西西的方濟各，方濟各會（又稱「小兄弟會」）的創辦者。
- 11月8日︰路易八世，法國卡佩王朝國王，綽號獅子王。（1187年出生，59岁）

## 天象
1226年3月4日 木星、土星 木土合相